# Cytaea nausori
Espèce
Cytaea nausori est une espèce d'araignées aranéomorphes de la famille des Salticidae.

## Distribution
Cette espèce est endémique de Viti Levu aux Fidji,.

## Description
Le mâle holotype mesure 4,3 mm et la femelle paratype 5,9 mm.

## Étymologie
Son nom d'espèce lui a été donné en référence au lieu de sa découverte, Nausori Highlands.

## Publication originale
- Berry, Beatty & Prószyński, 1998 : Salticidae of the Pacific Islands. III. Distribution of Seven Genera, with Description of Nineteen New Species and Two New Genera. Journal of Arachnology, vol. 26, no 2, p. 149-189 (texte intégral).